# صانع البراميل
البراميليّ أو صانع البراميل هو الشخص الذي يقوم بصناعة الأوعية ذات الضلوع الخشبية حيث يجمّع تلك الضلوع مع بعضها في طارات لها أطراف مفلطحة أو رؤوس. وتشمل الأعمال التي يصنعها صانع البراميل على سبيل المثال لا الحصر الحاويات البرميلية والبراميل والدلاء والأنابيب ومماخض اللبن والبراميل الكبيرة والفراكن والبراميل الثلاثية والرندليت والبراميل الضخمة والأنابيب وبراميل الخمر والبوت والدبابيس والقواطع. وقد استخدم صانعو العجلات أساليبًا مشابهة في صنع محاور العجلات والإطارات الصلبة.
وتشتق هذه الكلمة من الكلمة الهولندية اللغة الهولندية الوسطى كيوبا kūpe «وتعني سلة أو خشب أو أنبوب» وقد يمتد أصلها إلى كيوبا cupa وهي كلمة لاتينية تعني حوض . ويشار إلى كل منتجات صانع البراميل باسم صناعة البراميل. والمصطلح «برميل» مصطلح عام يستخدم للإشارة إلى أي قطعة برميلية يتميز منتصف حاويتها بانبعاج أو انتفاخ أو بروز. وعلاوة على ذلك يستخدم البرميل كوحدة قياس تقنية لقياس حجم الحاوية البرميلية لذلك لا يجوز استخدام المصطلح «صانع البراميل» كمرادف إلى «صانع المنتجات البرميلية». ويشار إلى المنشأة التي تجري بداخلها صناعة البراميل بورشة صناعة البراميل.
وعادة يوجد أربعة أقسام من حرفة صانع البراميل. صانع البراميل «الجافة» أو «الرخوة» ويصنع حاويات تستخدم لشحن البضائع الجافة مثل الحبوب والمسامير والتبغ والفواكه والخضراوات. وصانع البراميل «الجافة المحكمة» ويصنع أوعية برميلية مصممة لحفظ البضائع الجافة بداخلها والاحتفاظ بالرطوبة بالخارج. وتعد براميل البارود والدقيق من أمثلة أعمال صانع البراميل «الجافة المحكمة». بينما يعمل صانع البراميل البيضاء على صناعة حاويات مستقيمة مضلعة مثل أحواض الغسيل والدلاء ومماخض الحليب التي بإمكانها الاحتفاظ بالمياه وغيرها من السوائل ولكنها لا تتيح إمكانية شحن السوائل. وعادة لا يوجد انحناء بالخشب المستخدم في صناعة البراميل البيضاء. وأخيرًا، صانع البراميل «الرطبة» أو «المحكمة» الذي يصنع براميلاً لأغراض التخزين لفترات طويلة ونقل السوائل التي من الممكن أن تتعرض للضغط كما في حالة البيرة.
هذه الأيام تترادف مهنة صناعة البراميل مع صناعة الخمر والكحوليات حيث يجمع صانع البراميل الأوعية الخشبية ويشغِّل ماكينة تعمل على صناعة البراميل.

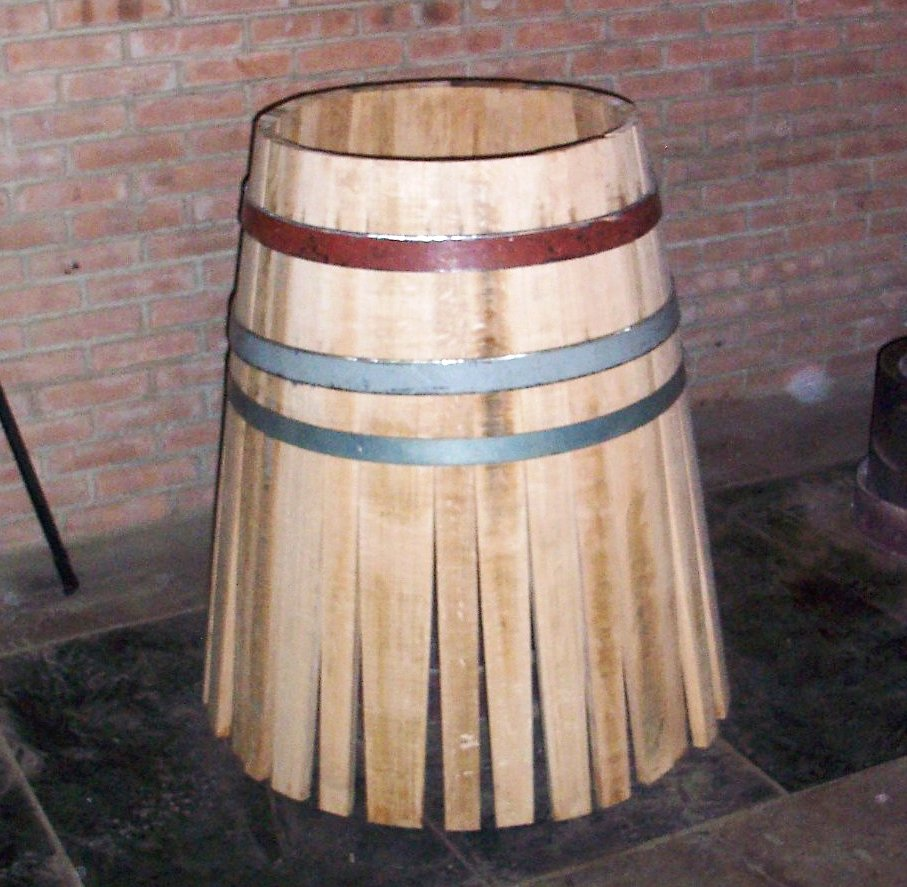
مجموعة أجزاء برميل تسمى بالفرنسية "ميز اون روز".

ورغم أن المواد البلاستيكية والصلب غير القابل للصدأ ومنصات التحميل والكرتون المقوى قد حلت محل معظم الحاويات الخشبية وجعلت صانع البراميل شخصًا عفا عنه الزمن، لا تزال هناك حاجة إلى البراميل الخشبية ذات الجودة العالية وهناك اعتقاد بأن البراميل المصنوعة يدويًا على يد صانع براميل محترف هي الأعلى جودة. قد ترى أمثلة على ذلك في ورشة صناعة البراميل في سيغان مورو، ورشة صناعة براميل اتحدت مع شركة هاوس أوف ريمي عام 1971 بغرض توفير البراميل المصنوعة من البلوط الليموزيني. ويتميز البلوط الليموزيني بنكهة غنية تشبه الفانيليا والتي تنتقل إلى الكونياك. بعد ذلك أنتج ريمي مارتن (Rémy Martin) منتجه 'ريمي مارتن جراند كرو' في هذه البراميل بتكلفة تجزئة تزيد قدرًا معقولاً عن 1500 دولار أمريكي للزجاجة الواحدة.
يعرف أيضًا صانعو التوابيت في بعض الأحيان بصانعي البراميل رغم عدم شيوع هذا الاستخدام.

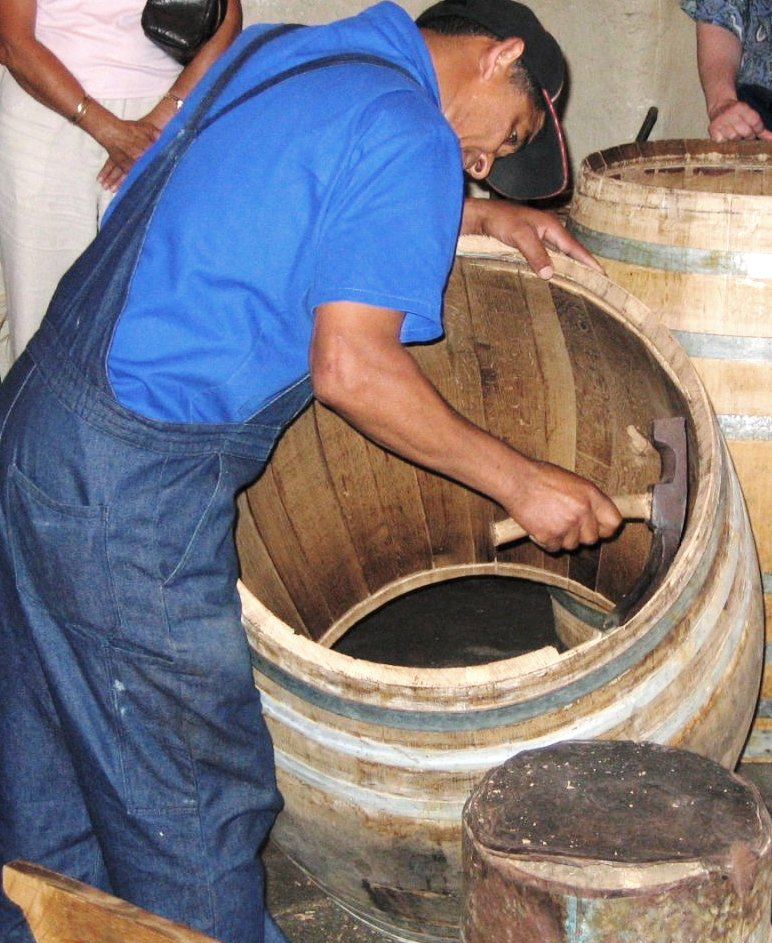
صانع براميل يقوم بتجهيز أو إنهاء طرف برميل باستخدام منحت من النحاس في قبو البراندي فان ريان "Van Ryn" بالقرب من ستيلينبوش في جنوب أفريقيا

## صناعة البراميل كمسمى

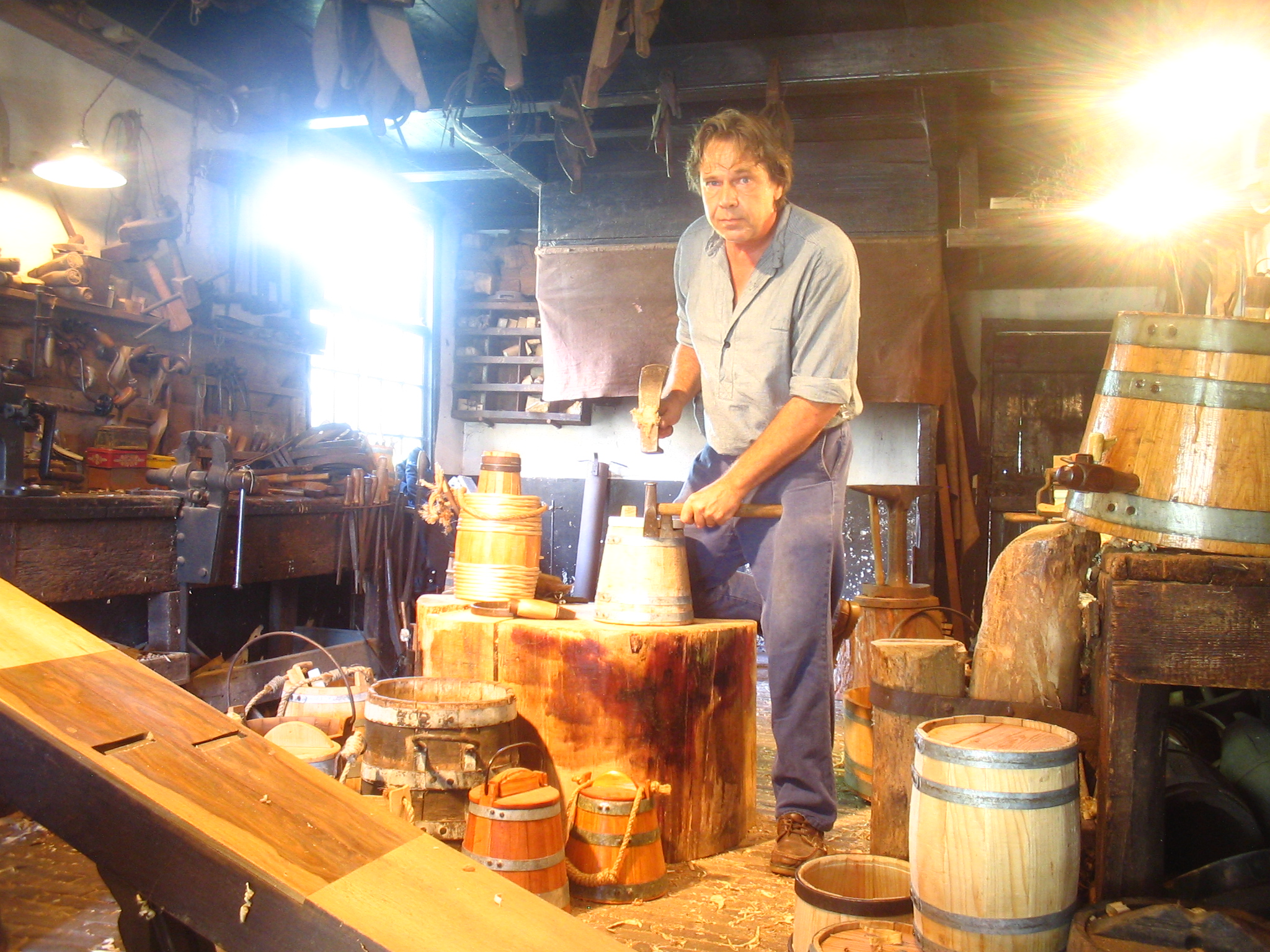
صانع براميل في متحف زيدرزي بهولندا

في طريقة تشبه كثيرًا إنتاج مهنة الحداد (أعمال المعدن) لما يشيع استخدامه في اللغة الإنجليزية من لقب الحداد (لقب) وفي اللغة الألمانية اسم Schmidt (لقب) ‏ منحت حرفة صناعة البراميل اللغة الإنجليزية لقب صانع البراميل Cooper (لقب) والاسم في اللغة الفرنسية Tonnelier وTonnellier وفي اللغة اليونانية Βαρελάς أو Varelas وفي اللغة الدنماركية 'Bødker' وأسماءً في اللغة الألمانية مثل راينر فاسبيندر (وتعني حرفيًا رابط البراميل) وBöttcher (أي صانع الأحواض) وFässler وريكارو وأيضًا الاسم في اللغة الهولندية مثل Kuiper أو Cuypers وفي اللغة اللاتفية Mucenieks وفي اللغة المجرية Kádár وبودنار ‏ وفي اللغة البولندية أسماءً مثل Bednarz أو Bednarski أو Bednarczyk والاسم في اللغة التشيكية Bednář والاسمين في اللغة الرومانية Dogaru وButnaru واسم العائلة في اللغة الأوكرانية Bondarenko والاسم في الأوكرانية أو في اللغة الروسية Bondar والاسم في اللغة اليهودية Bodner والاسمين في اسم برتغالي Tanoeiro وToneleiro وفي الإسبانية Cubero والمقدونية Bacvarovski (Македонски: Бачваровски) والاسم الإيطالي "Bottai" (من "botte").

## وصلات خارجية
- CBC article on England's last master cooper
- Japanese cooper from Kyoto